# Knudsen-Nase
Die Knudsen-Nase (englisch Knudsen Nose) war ein in den frühen 1970er-Jahren verbreitetes Gestaltungsmittel des Automobildesigns. Der Begriff beschreibt eine exponierte Ausformung im Bereich der Fahrzeugfront, insbesondere der Kühlerverkleidung. Die Bezeichnung geht auf den US-amerikanischen Manager Semon „Bunkie“ Knudsen zurück, der dieses Designelement vor allem bei den Modellen des Ford-Konzerns etablierte. Die Knudsen-Nase findet sich in erster Linie an US-amerikanischen Autos; schwächer ausgeprägte Formen gab es zeitweise aber auch bei europäischen Fahrzeugen.
Ebenso wie die früheren Heckflossen und Dagmar Bumpers sowie die spätere Coke-Bottle-Linie ist die Knudsen-Nase eine Ikone einer bestimmten Designära.

## Geschichte

### Semon „Bunkie“ Knudsen
Der gelernte Ingenieur Semon Knudsen, dessen Vater zeitweise den Automobilkonzern General Motors (GM) geleitet hatte, arbeitete seit 1939 für die zum GM-Konzern gehörende Marke Pontiac. 1956 stieg Knudsen zum Vizepräsident und General Manager der Marke auf. Unter seiner Leitung entwickelte Pontiac ein betont sportliches Image. 1965 wurde Knudsen Vizepräsident von General Motors.
Obwohl er kein gelernter Designer war, nahm Knudsen wiederholt Einfluss auf die Gestaltung von Personenwagen. Auf seine Initiative ging unter anderem die Teilung des Kühlergrills mittels einer senkrechten Strebe zurück, die seit den späten 1950er-Jahren ein charakteristisches Merkmal aller Pontiacs war. Daraus entwickelte sich später ein vorstehender Kühlergrill. Als Knudsen im Februar 1968 zum konkurrierenden Ford-Konzern wechselte, nahm er die Idee einer betonten Kühlermaske mit. Auch bei Ford entschied er über Detailfragen des Fahrzeugdesigns. Auf Knudsen ist es zurückzuführen, dass Ford und die Schwestermarke Mercury dieses Designelement ab 1969 nach und nach bei allen Modellen einführten. Obwohl Knudsen bereits im September 1969 nach nur 19-monatiger Amtszeit von Henry Ford II wieder entlassen wurde, behielt Ford die Knudsen-Nase als zentrales Stilelement bis 1975 bei.

### Entwicklung

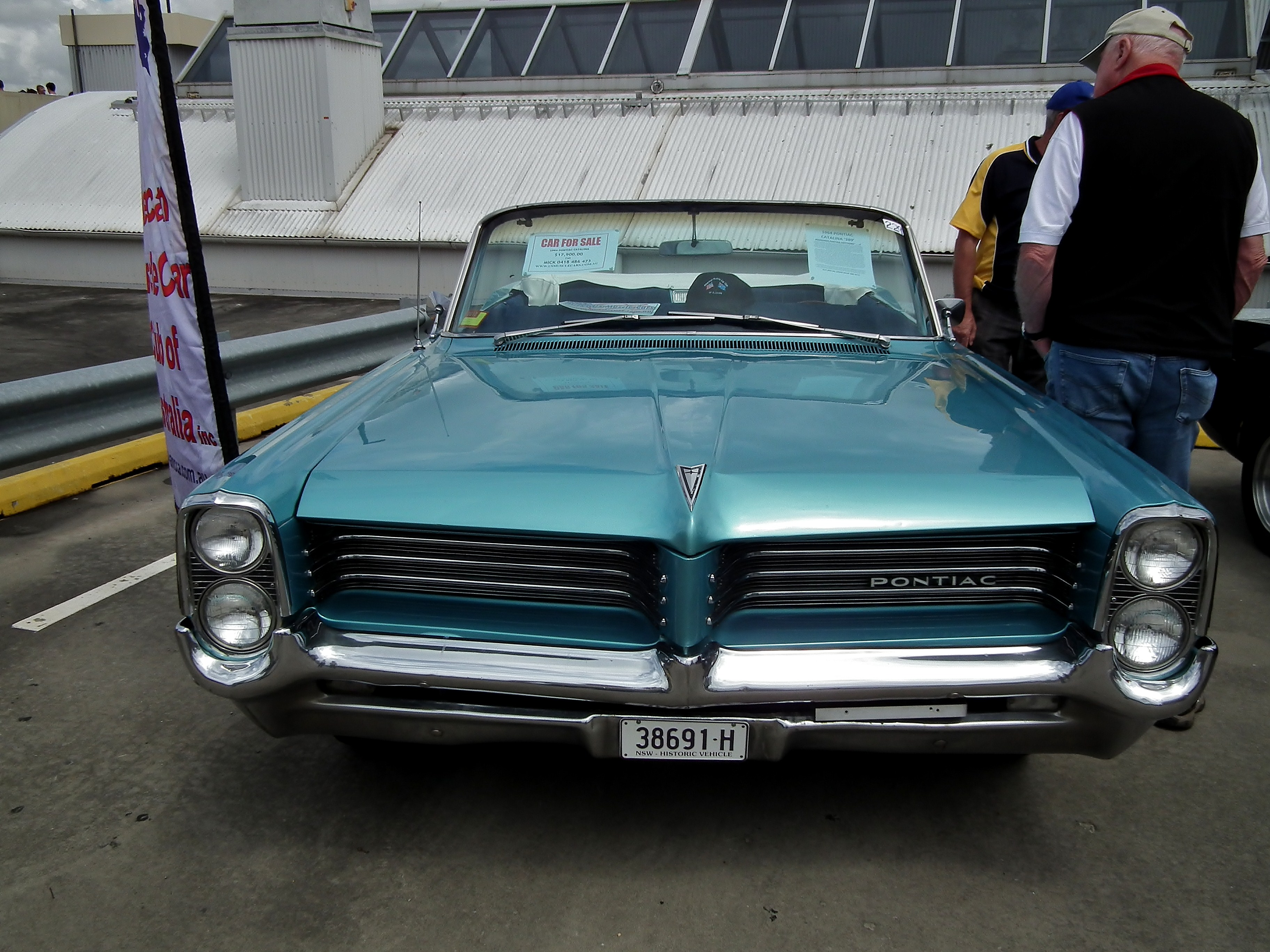
Die Anfänge: Vertikale Kühlerteilung (Pontiac Catalina 1964)

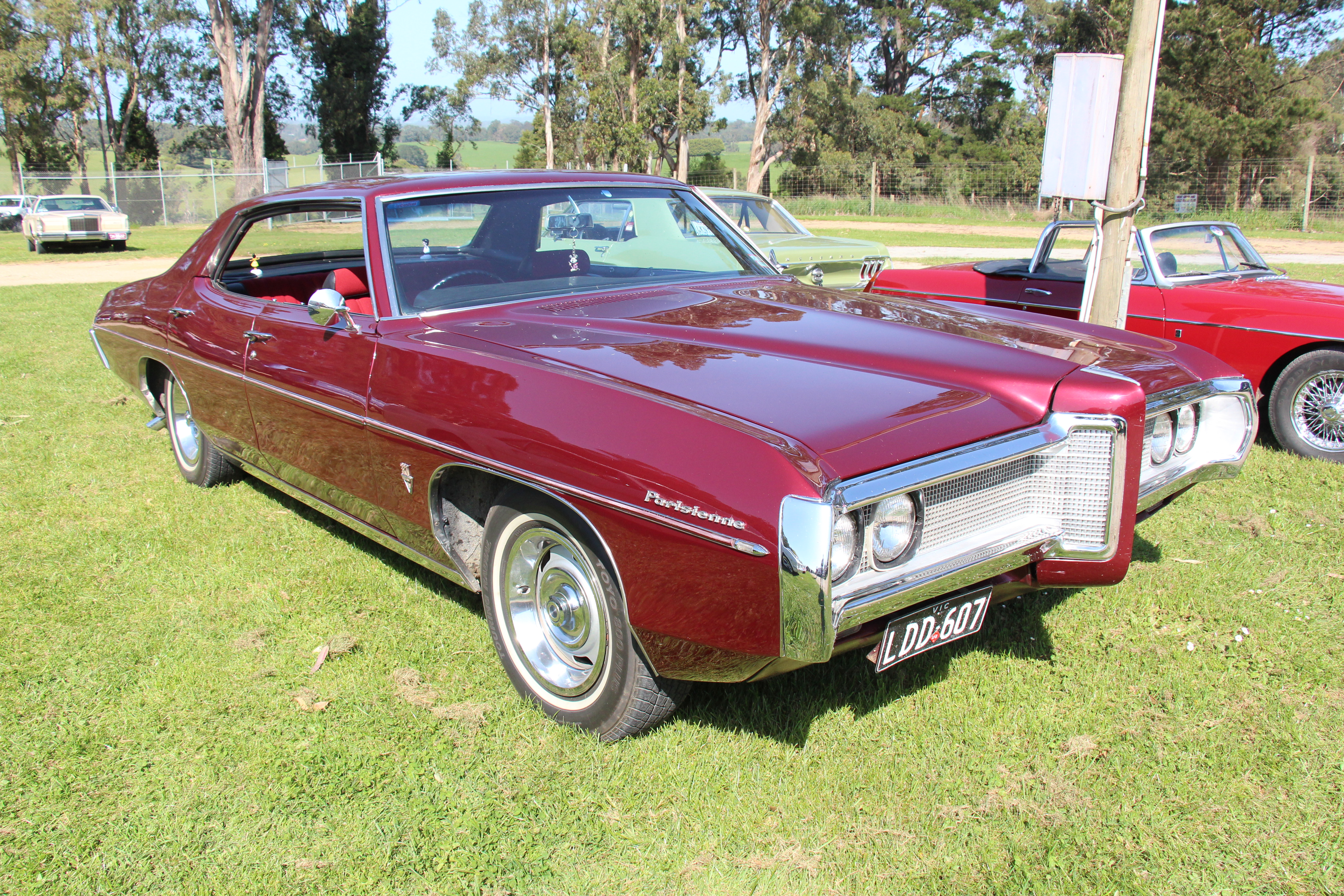
Der vertikale Steg wird Teil des Kühlers (Pontiac Parisienne 1969)

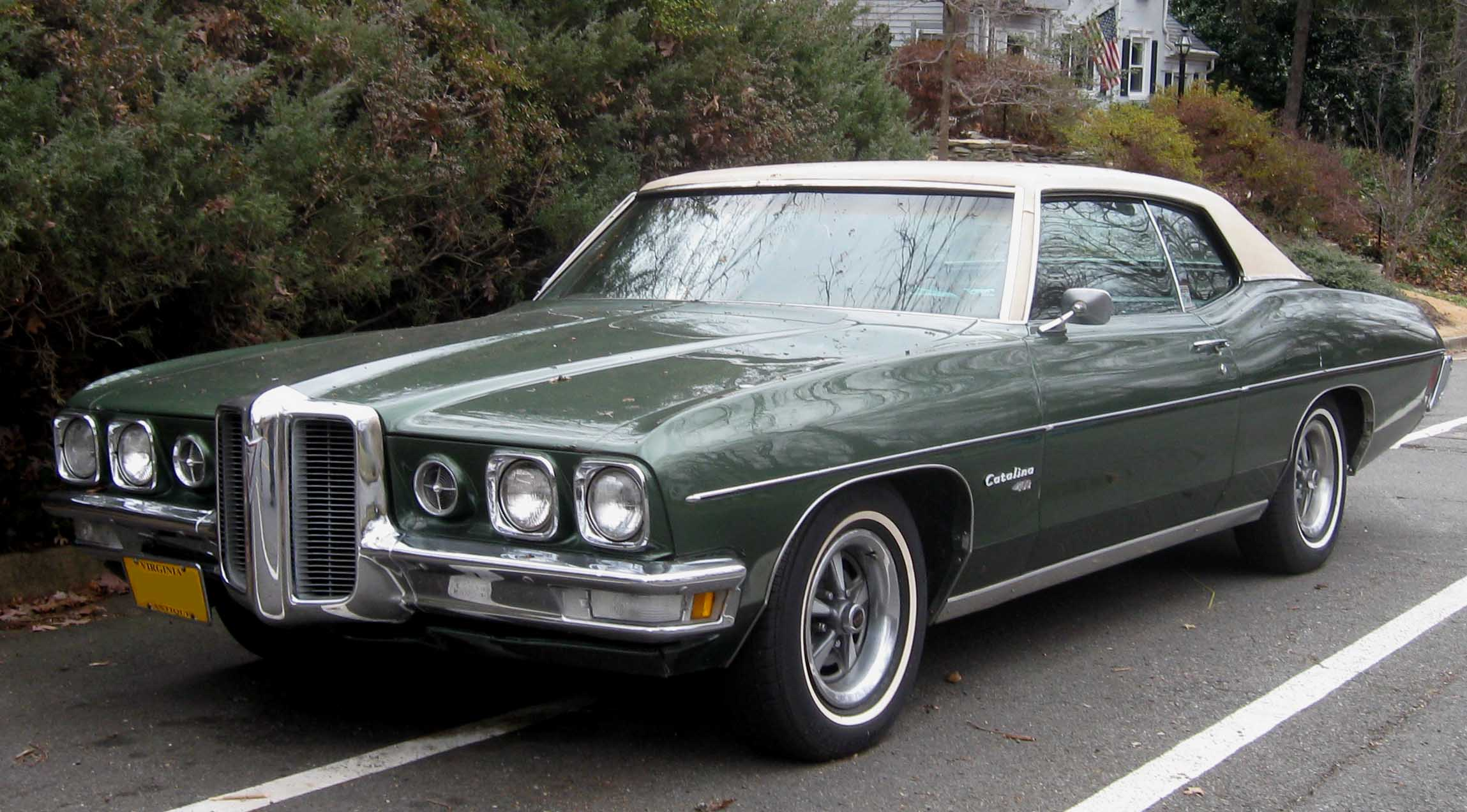
Vorstehende Kühlermaske (Pontiac Catalina 1970)

Unter dem Begriff Knudsen-Nase wird eine deutlich ausgeformte Kühlermaske verstanden, die über die vordere Linie der Motorhaube hinausragt. Die zeitgenössische deutschsprachige Literatur beschrieb sie als „keilartig vorspringende Kühlernase.“
Es besteht weitgehend Einigkeit darüber, dass die Knudsen-Nase eine stilistische Weiterentwicklung der vertikal geteilten Frontverkleidung der Pontiacs ist. Anfänglich war das Kühlergitter nur durch eine lackierte Metallstrebe in eine linke und eine rechte Hälfte geteilt. Bereits seit 1965 waren in die Motorhauben einiger Pontiac-Modelle Auswölbungen eingearbeitet, die spitz auf die vertikale Kühlerteilung zuliefen. Bei den Pontiac-Modellen des Jahrgangs 1968 wurde das Kühlergitter dann erstmals in die vertikale Teilung integriert. In einem weiteren Schritt wurde schließlich die Kühlerteilung zu einer vorstehenden Kühlermaske weiterentwickelt.
Bei General Motors fand der vorstehende Kühler keine weite Verbreitung. In deutlicher Ausprägung gab es ihn nur bei Pontiac. Andere GM-Marken griffen das Thema nur vereinzelt auf, etwa Cadillac bei dem von Bill Mitchell entworfenen ersten frontgetriebenen Eldorado von 1967. Ford hingegen setzte die Knudsen-Nase ab 1969 markenübergreifend und in allen Fahrzeugklassen ein; lediglich die Spitzenmarke Lincoln verfolgte eine andere Frontgestaltung. Die Entwicklung kam ab 1973 zum Stillstand, da nunmehr alle neu zugelassenen Wagen mit schweren Sicherheitsstoßstangen ausgerüstet werden mussten, die individuelle und vor allem vorstehende Designlösungen im Bereich des Kühlergrills erschwerten.

### Erscheinungsformen
Die Ausprägungen der Knudsen-Nase sind unterschiedlich. Bei einigen Modellen der frühen 1970er-Jahre beschränkt sie sich auf eine bloße Ausbuchtung im Kühlergitter mit entsprechender Erhöhung der Motorhaube. Andere Modelle, insbesondere die sportlichen Mercury Cyclone und der Ford Thunderbird von 1970, hatten deutlich ausgeformte Motorhauben mit spitz zulaufenden Kühleröffnungen in der Mitte der Fahrzeugfront. Zu den extremsten Varianten einer Knudsen-Nase gehört der breite, stark vorstehende Kühlergrill des AMC Matador in der ab 1975 gebauten Version.

### Außerhalb der USA
Knudsen-Nasen gab es vor allem bei US-amerikanischen Autos. Das bekannteste in Deutschland hergestellte Auto mit Knudsen-Nase ist der 1970 vorgestellte Ford Taunus TC, dessen Frontdesign auf eine direkte Einflussnahme Semon Knudsens zurückgeht. Schon die zeitgenössische deutschsprachige Literatur verwendete im Zusammenhang mit diesem Fahrzeuge den Begriff Knudsen-Nase. Heute ist der Begriff so etabliert, dass der Taunus TC landläufig als Knudsen-Taunus bezeichnet wird. Das englische Schwestermodell Cortina Mark III hatte ebenfalls eine Knudsen-Nase.
Die australische Tochter des Chrysler-Konzerns fertigte ab 1975 den Centura, eine Version des französischen Chrysler 180, der einen deutlich vorstehenden Kühlergrill im Stil der Knudsen-Nase hatte. In diesem Fall war diese Form der Frontgestaltung allerdings nicht aus stilistischen Gründen gewählt worden; vielmehr war sie technisch bedingt. Die Verlängerung des Vorderwagens war notwendig, um die gegenüber den französischen Triebwerken deutlich längeren australischen Reihensechszylindermotoren im Fahrzeug unterbringen zu können.

## Bedeutung und Kritik
Der Designwissenschaftler Paolo Tumminelli ordnet die Knudsen-Nase dem New Baroque zu. Die aus der Motorhaube heraus spitz zulaufende Fahrzeugnase zitiere den klassischen senkrecht stehenden Kühlergrill, der das Vorkriegsdesign prägte.
Die betonte Nase speziell der Ford-Modelle wurde zur damaligen Zeit oft kritisiert. Der Designer Luigi Colani sprach anlässlich der Vorstellung des Knudsen-Taunus von „Knudsens lächerlichem Nasentick“ und sah darin einen Ausdruck von „Kaufhausgeschmack“.

## Galerie: Erscheinungsformen der Knudsen-Nase

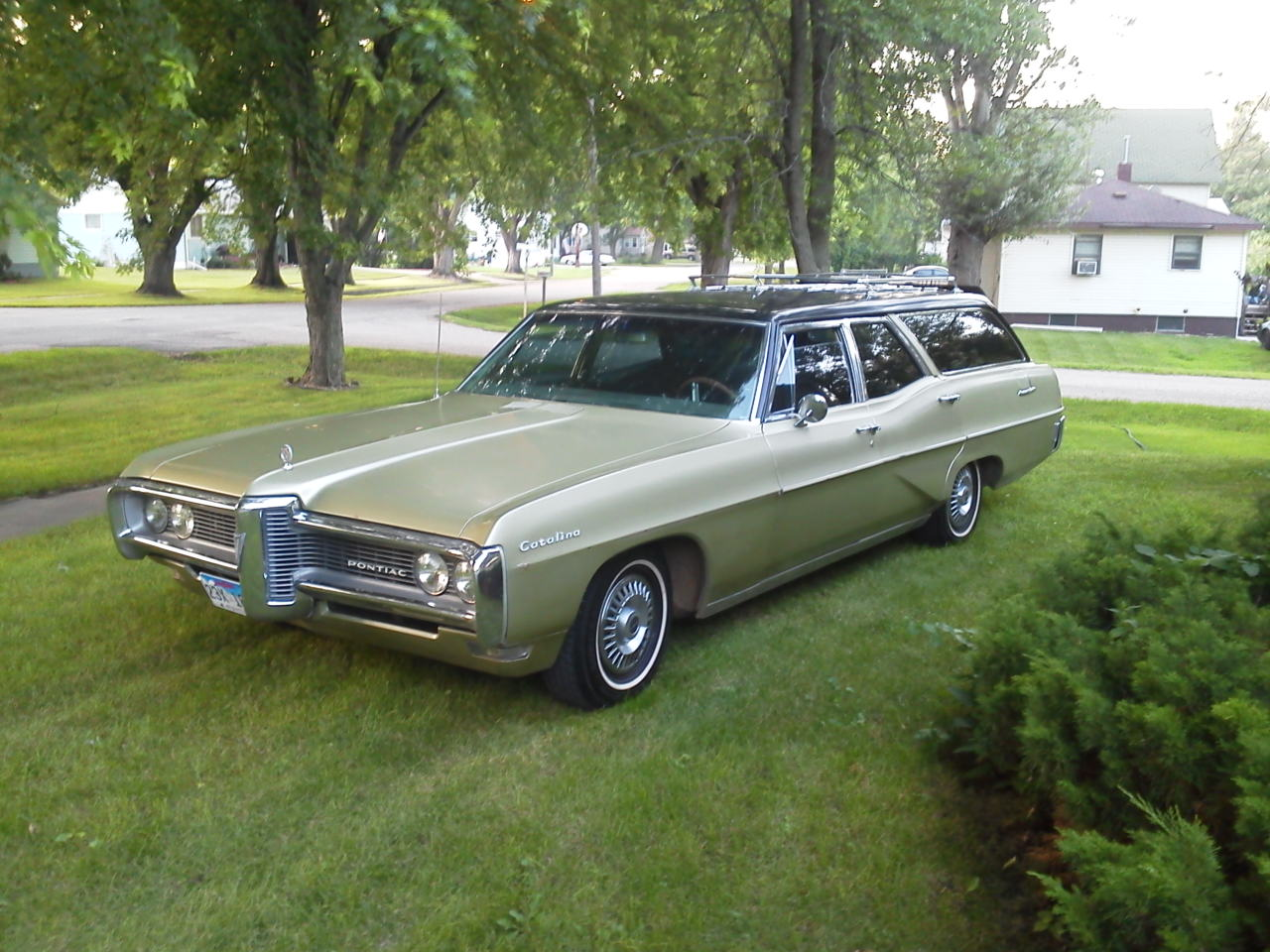
Pontiac Catalina Wagon (1968)
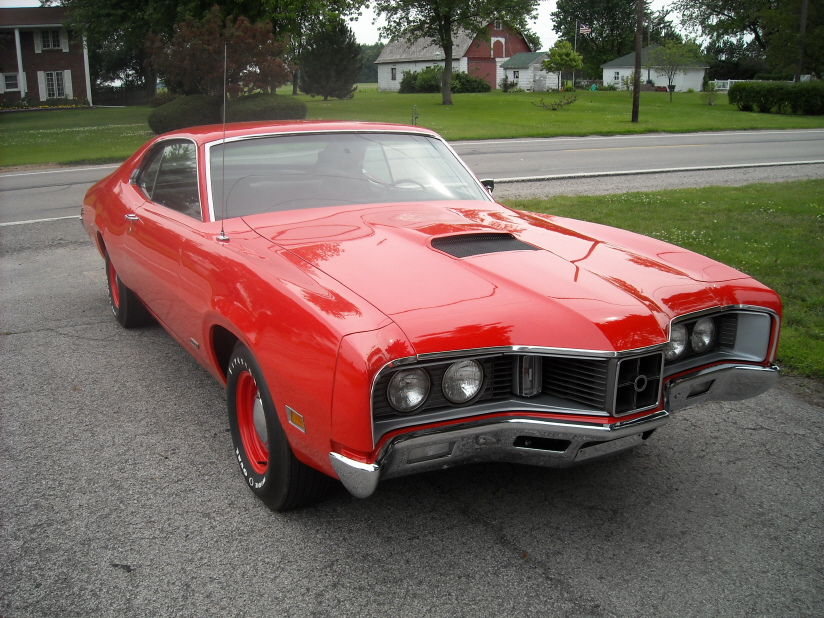
Mercury Cyclone (1970)
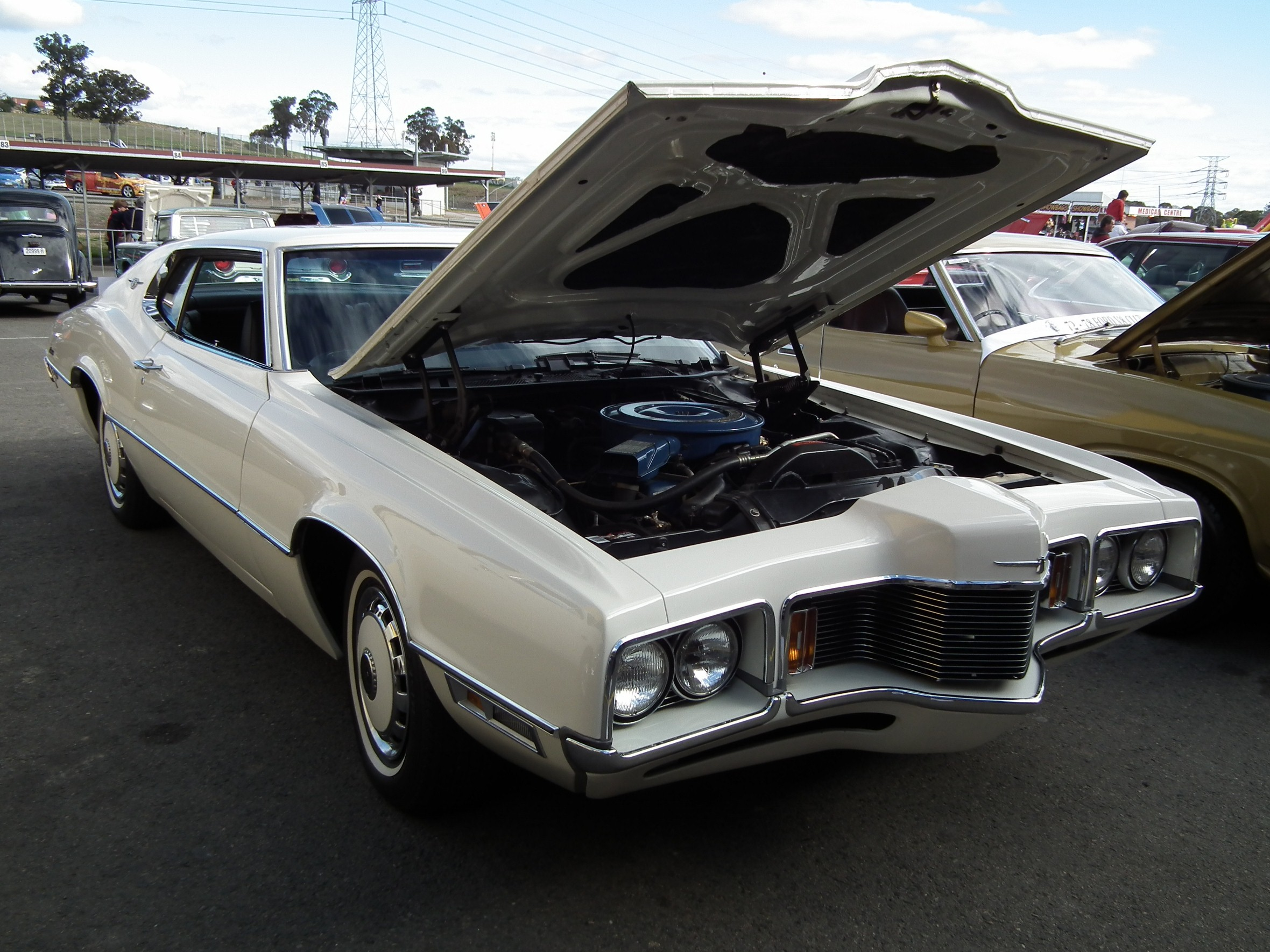
Ford Thunderbird (1970)
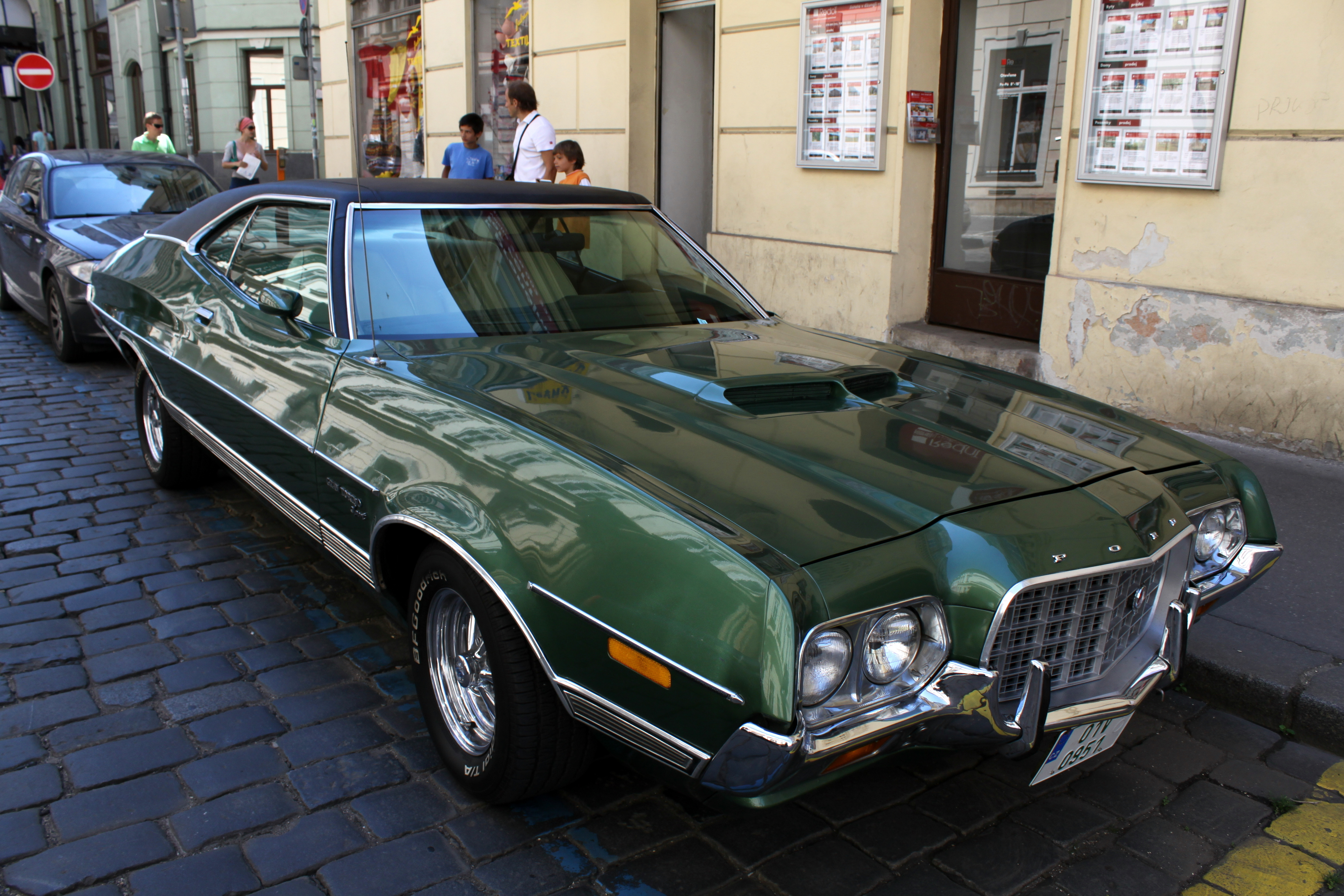
Ford Gran Torino Coupé (1972)
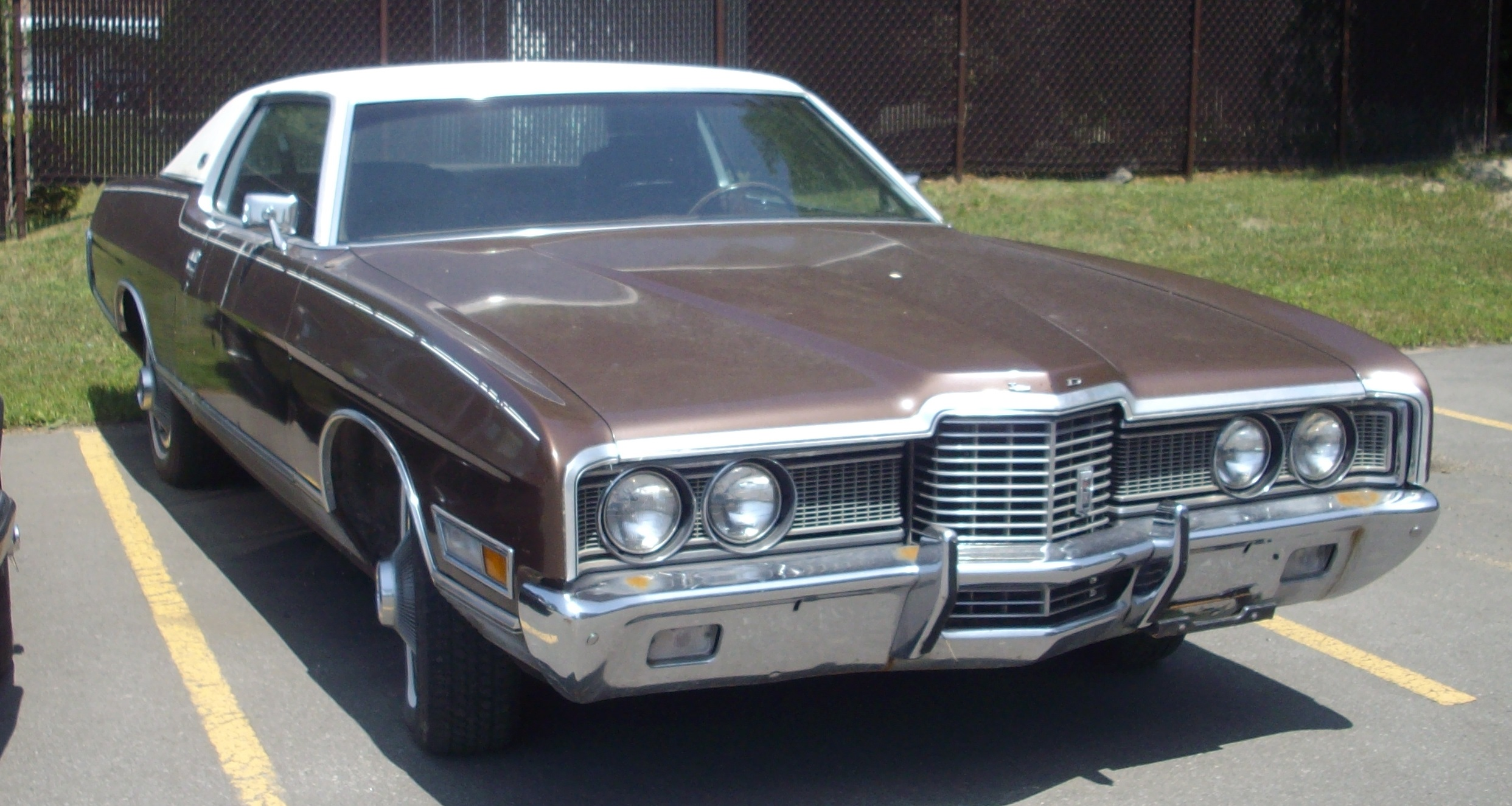
Ford LTD (1972)
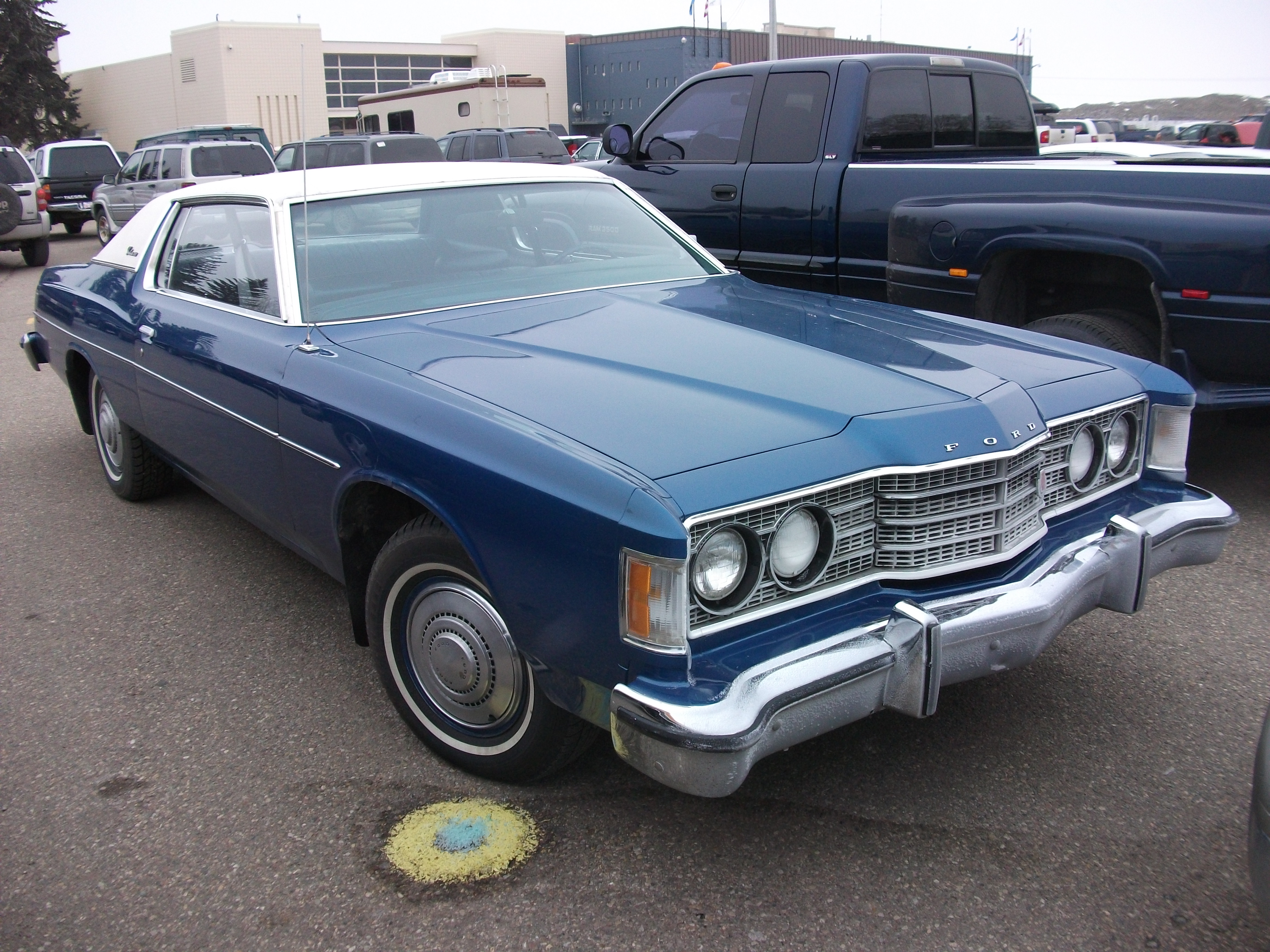
Ford Galaxie 500 (1974)
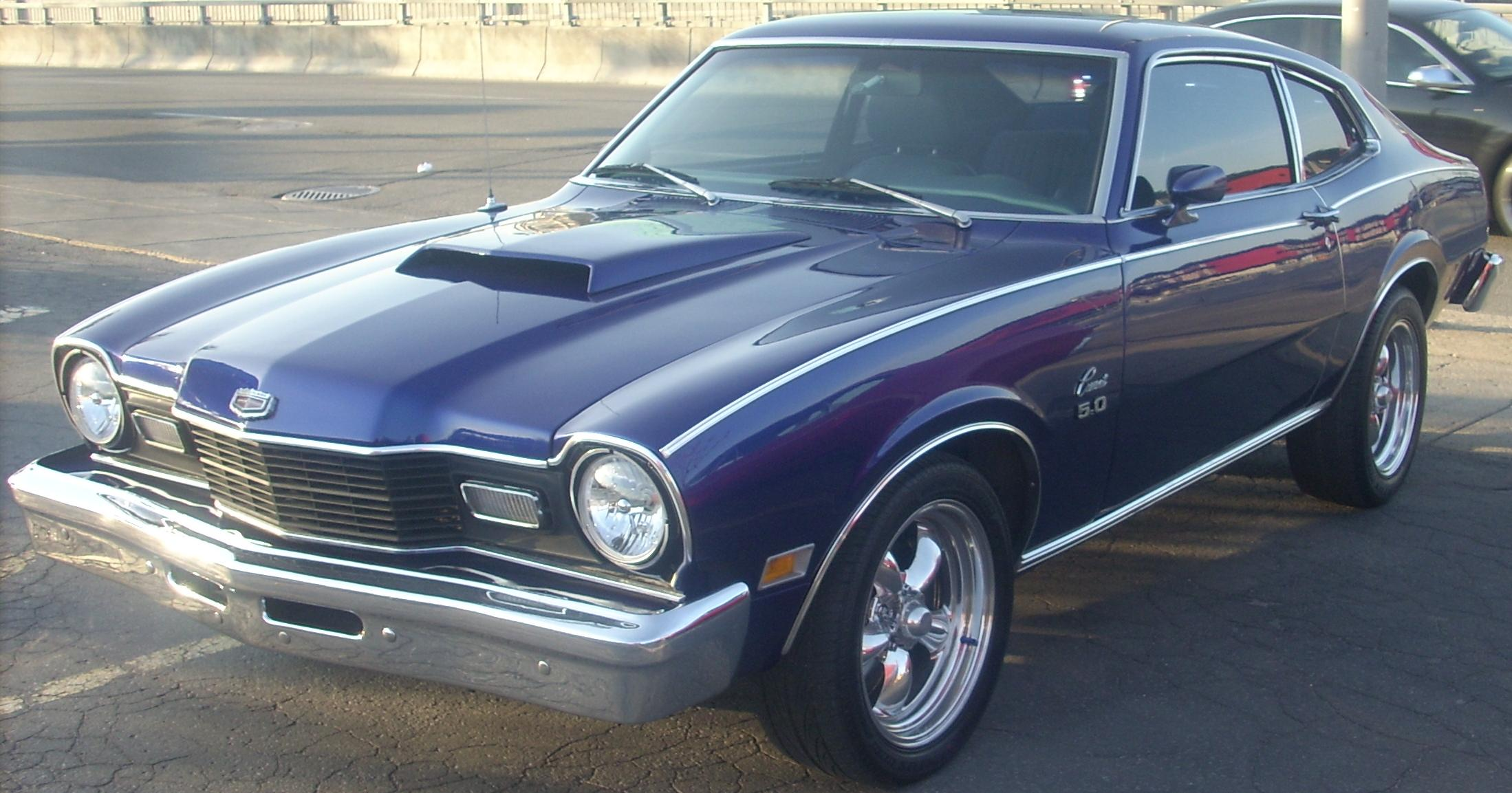
Mercury Comet (1975)
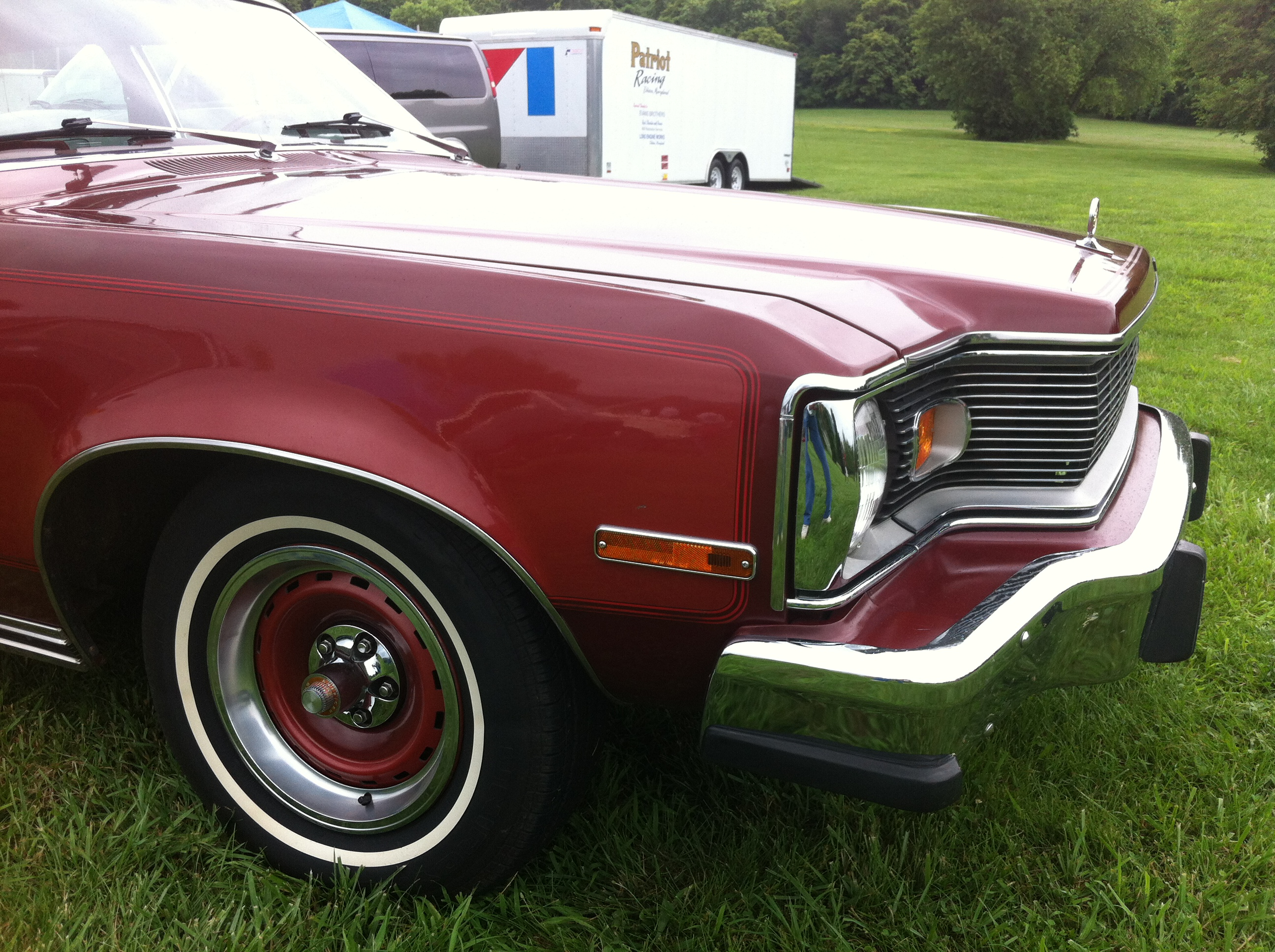
AMC Matador (1978)
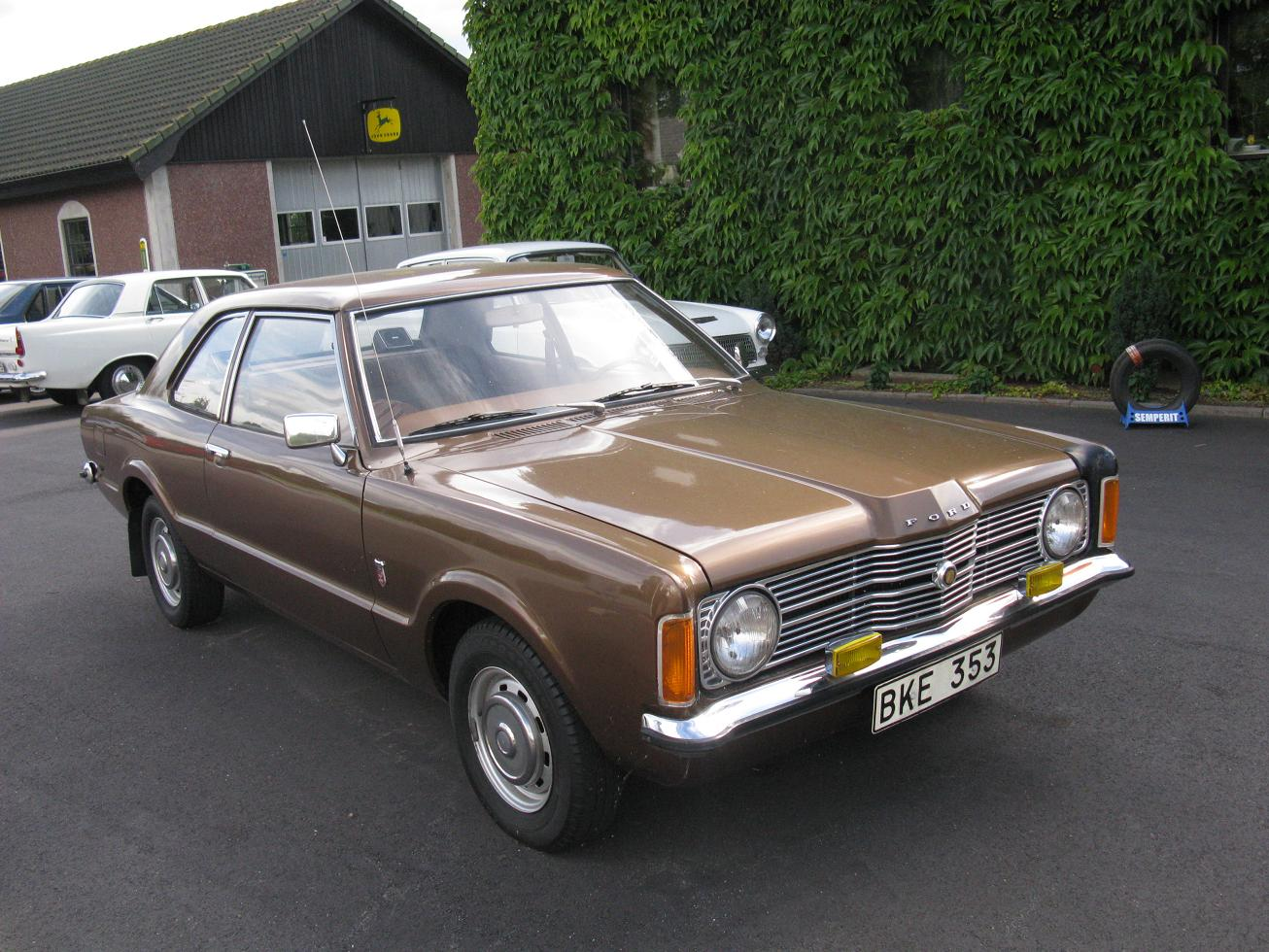
Ford Taunus (Deutschland; 1971)
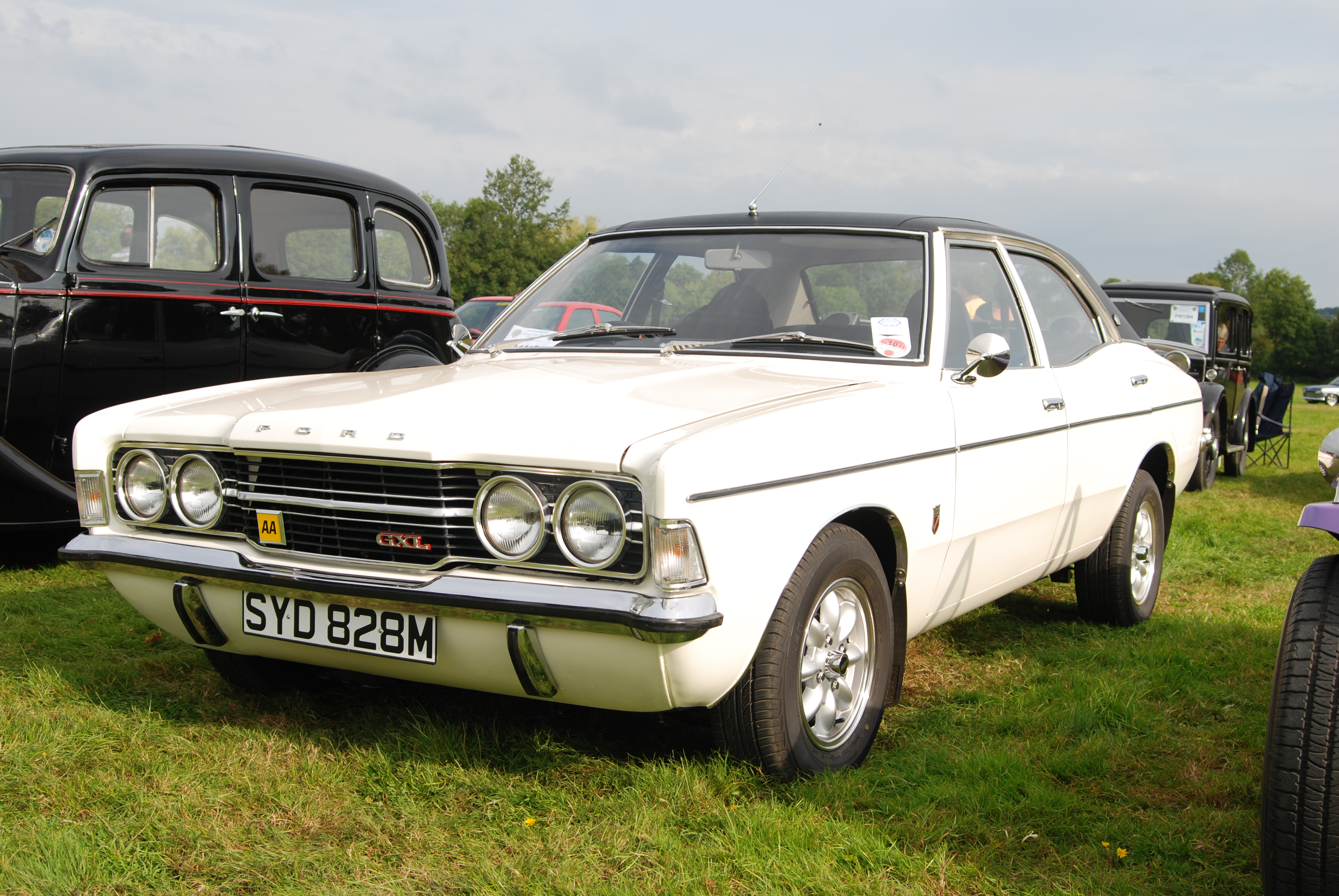
Ford Cortina (Großbritannien; 1972)
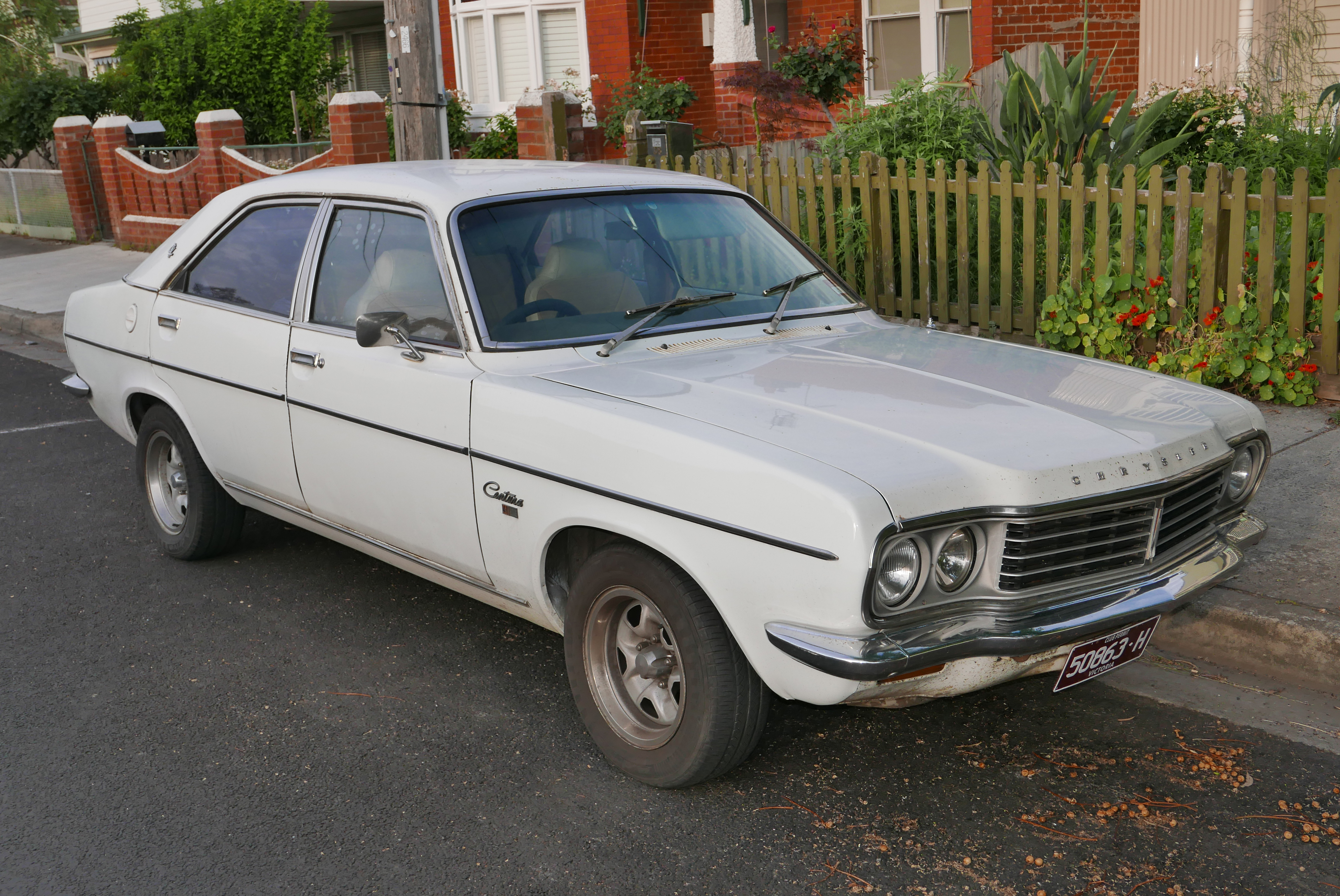
Chrysler Centura (Australien; 1975)
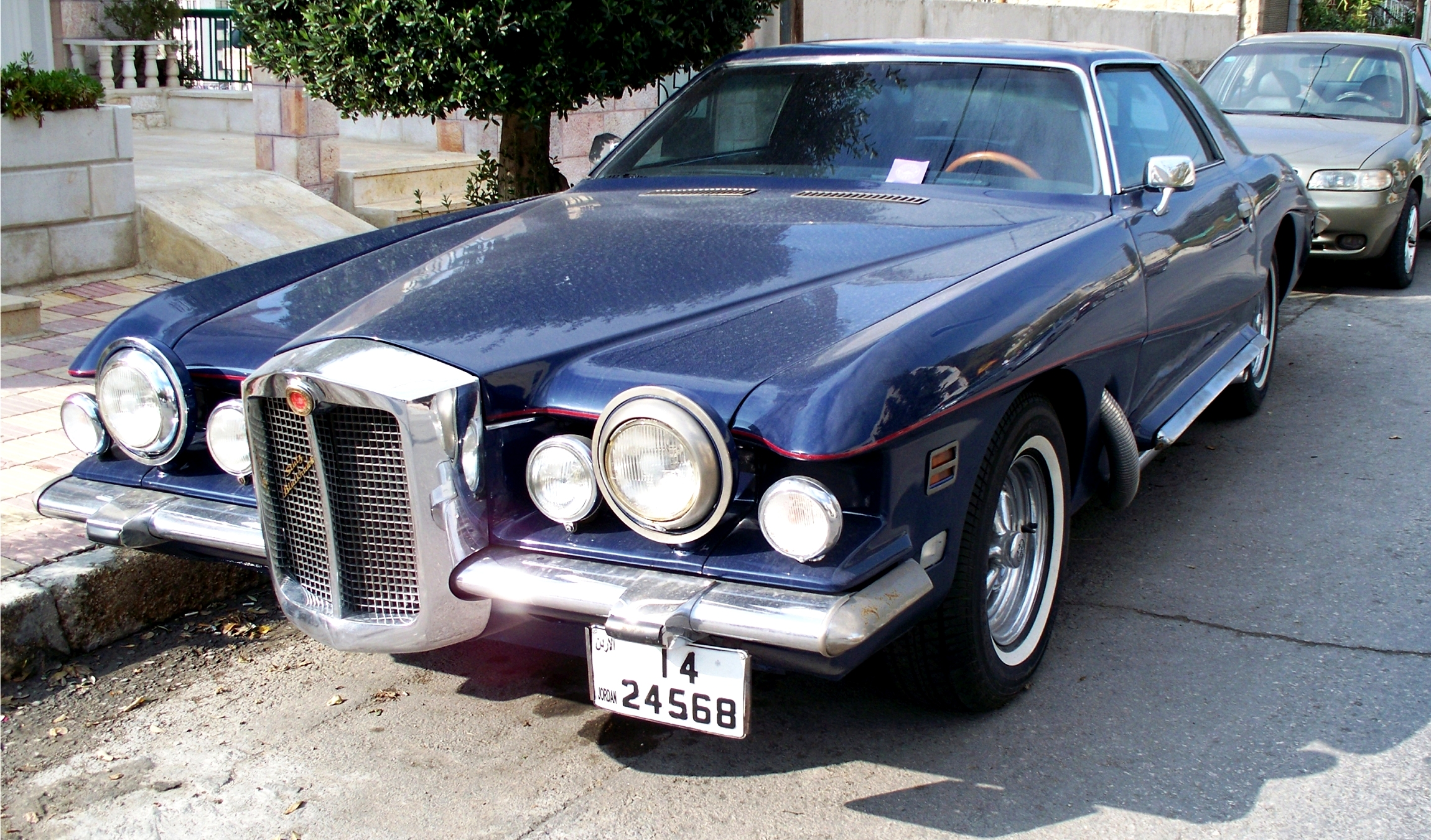
Stutz Blackhawk III (1974)